# Општи избори у Републици Српској 2006.
Општи избори у Републици Српској 2006. одржани су 1. октобра као дио општих избора у БиХ. Обухватили су сљедеће изборе: 
- за предсједника Републике Српске,
- за Народну скупштину Републике Српске,
- за српског члана Предсједништва Босне и Херцеговине и
- за Представнички дом Парламентарне скупштине Босне и Херцеговине.

Право гласа је имало 1.036.731 бирача, од којих је на изборе изашло 591.926 или 57,1%. Највећи одзив бирача забиљежен је у општини Хан Пијесак (74,66%), док је најслабији одзив био у општни Петровац (40,68%).